# Chrysopilus pingquanus
Chrysopilus pingquanus är en tvåvingeart som beskrevs av Yang, Yang och Akira Nagatomi 1997. Chrysopilus pingquanus ingår i släktet Chrysopilus och familjen snäppflugor. Inga underarter finns listade i Catalogue of Life.